# Джон Стоссел
Джон Ф. Стоссел (народ. 6 березня 1947) — американський репортер, журналіст, автор і лібертаріанський оглядач. У жовтні 2009 року Стоссел залишив ABC News, щоб приєднатися до Fox Business Channel і Fox News Channel. З 10 грудня 2009 року веде щотижневу програму новин на Fox Business («Стоссел»), сторінки в соціальних мережах.

## З біографії
Стоссел — публіцист, автор трьох книг. Як репортер він отримав безліч нагород і премій, у тому числі 19 премій Еммі, премію Джорджа Полка, Премію Пібоді. Його досягнення було неодноразово відзначено Національним прес-клубом США .
Публіцист стверджував, що, коли він виступав за державну політику втручання і скептичне ставлення до бізнесу, його засипали нагородами. Проте 2006 року він заявив: «Вони люблять мене менше … як тільки я почав проявляти той же скептицизм щодо уряду, я перестав вигравати нагороди». 23 квітня 2012 року Строссел нагороджений Президентською медаллю Чепменського університету. Цією відзнакою були удостоєні лише кілька осіб за останні 150 років.
У квітні 2016 року у Джона Ф. Стоссела було діагностовано рак легенів . У своєму звіті про це для Fox News він описав власний досвід медичного обслуговування і ще раз наголосив проти втручання уряду в питання медицини.

## Приватне життя
Стоссел живе в Нью-Йорку з дружиною Еллен Абрамс. У подружжя двоє дітей Lauren і Max. Вони також володіють будинком у штаті Массачусетс.
Брат Стосселя, Томас П. Стоссель, професор Гарвардської медичної школи і співдиректор відділу гематології в Бостонській лікарні Brigham and Women. Він працював у консультативних радах фармацевтичних компаній, таких як Merck і Pfizer. Племінник Стосселя — журналіст і редактор журналу Скотт Стоссель.

## Книги
- Give Me a Break: How I Exposed Hucksters, Cheats, and Scam Artists and Became the Scourge of the Liberal Media… (Paperback ed.). Harper Paperbacks. 2005. ISBN 978-0-06-052915-4.
- Myths, Lies and Downright Stupidity: Get Out the Shovel — Why Everything You Know is Wrong (Paperback ed.). Hyperion. 2007. ISBN 978-0-7868-9393-5.
- No, They Can't: Why Government Fails — But Individuals Succeed. Threshold Editions. 2012. ISBN 1451640943.